# Феличето
Феличето (фр. Feliceto, корс. U Felicetu) — коммуна во Франции, находится в регионе Корсика. Департамент коммуны — Верхняя Корсика. Входит в состав кантона Бельгодер. Округ коммуны — Кальви.
Код INSEE коммуны — 2B112.

## Население
Население коммуны на 2008 год составляло 210 человек.
| 1962 | 1968 | 1975 | 1982 | 1990 | 1999 | 2008 |
| ---- | ---- | ---- | ---- | ---- | ---- | ---- |
| 156  | 181  | 160  | 145  | 145  | 162  | 210  |

## Экономика
В 2007 году среди 116 человек в трудоспособном возрасте (15—64 лет) 69 были экономически активными, 47 — неактивными (показатель активности — 59,5 %, в 1999 году было 58,2 %). Из 69 активных работали 58 человек (38 мужчин и 20 женщин), безработных было 11 (5 мужчин и 6 женщин). Среди 47 неактивных 10 человек были учениками или студентами, 16 — пенсионерами, 21 была неактивной по другим причинам.